# Беливо, Мари-Анник
Мари-Анник Беливо (фр. Marie-Annick Béliveau; род. 29 декабря 1970, Квебек, провинция Квебек, Канада) — канадская оперная и концертная певица (меццо-сопрано), исполнительница барочной и новейшей академической музыки.

## Биография
Окончила Квебекскую консерваторию, где училась игре на гобое и вокалу (1990). Получила степень бакалавра с отличием в университете Макгилла (1994), магистра — в Монреальском университете (1997). По стипендии стажировалась в Сан-Франциско (1996—1998). Имеет диплом специалиста по барочному пению (2002). Входила в Ensemble Kore (2002-2010). Концертировала во Франции и Германии.

## Избранный репертуар
- Андриссен De Staat
- Бах Кантата Actus Tragicus (BWV 106)
- Берио Canticum Novissimi Testamenti II
- Бриттен Сон в летнюю ночь (Ипполита)
- Булез Молот без мастера
- Вивальди Gloria
- Гендель Chandos Anthems
- Гендель Мессия
- Дюрюфле Реквием
- Кампра Венецианские празднества (Эраст, Зефир)
- Моцарт Missa brevis
- Пёрселл Music on the Death of Queen Mary
- Пёрселл Дидона и Эней (Дидона)
- Жиль Трамбле, опера-феерия Пляшущая вода, поющее яблоко и птица, говорящая всё как есть (королева Пулан)
- Гюстав Шарпантье Луиза (Мать)
- М. А. Шарпантье Полночная месса
- Шёнберг Лунный Пьеро

В репертуаре певицы также сочинения новейших композиторов Канады, Европы, США, Латинской Америки, Японии, многие из которых написаны специально для неё.

## Признание и награды
Вышла в финал Национального музыкального конкурса Канады (1994). Премия Опус (2002) за диск года, запись кантаты Клода Вивье Wo bist du, Licht! с ансамблем Квебекского общества современной музыки, дирижёр Вальтер Будро.